# E.G.O.
E.G.O.-Gruppe er en tysk underleverandør til husholdningsmaskineindustrien med hovedkvarter i Oberderdingen, Baden-Württemberg. De producerer varme- og styreelementer til komfurer, opvaskemaskiner og vaskemaskiner. Desuden produceres komponenter til byggebranche og bilindustri. E.G.O. er en del af koncernen Blanc & Fischer Familienholding.